# Rüdiger Carl
Rüdiger Carl (* 26. April 1944 in Goldap, Ostpreußen) ist ein deutscher Freejazz-Musiker (Klarinette, Akkordeon; früher auch Tenorsaxophon), Improvisationskünstler und Komponist.

## Leben und Wirken
Carl, der in Kassel aufwuchs und als Kind Akkordeon lernte, absolvierte eine Schriftsetzerlehre beim Bärenreiter-Verlag. In dieser Zeit spielte er als Flötist Latin Jazz und Hardbop. Um dem Wehrdienst zu entgehen, ging er 1966 nach Westberlin, wo er als Autodidakt Tenorsaxophon lernte. In der Szene um Jost Gebers näherte er sich ab 1968 dem Free Jazz.
1970 zog er nach Wuppertal, wo er 1972 seine erste Schallplatte mit Günter Christmann und Detlef Schönenberg aufnahm (King Alcohol). Von 1973 bis 1976 war er Mitglied des Globe Unity Orchestra. 1973 begann auch seine langjährige Kooperation mit Irène Schweizer, die zumeist erweitert wurde, etwa Radu Malfatti, Harry Miller, Paul Lovens, Arjen Gorter und Louis Moholo (Quintett, Quartett, Trio mit Moholo am Schlagzeug, Duo. 1977 begann Carl auch eine Solokarriere. Mit Hans Reichel spielte er seit dem gleichen Jahr in verschiedenen Gruppen (im Duo, später auch im Bergisch-Brandenburgischen Quartett (mit Ernst-Ludwig Petrowsky und Sven-Åke Johansson, zu hören auf BBQ Live ’82), sowie in der September Band (mit Shelley Hirsch und Paul Lovens) und im Trio Manuela mit Carlos Zingaro). 1978 begann eine langjährige künstlerische Partnerschaft mit Sven-Åke Johansson (mehrere CDs als Duo und im Trio (mit Joe Williamson), sowie Auftritte mit der Swing Dance Band (später Night & Day) mit Alexander von Schlippenbach und dem Bassisten Jay Oliver); zuletzt auch mit Das Marschorchester. In sein Quintett COWWS holte er neben Irène Schweizer Phil Wachsmann an der Violine, Stephan Wittwer an der Gitarre und wechselnde Bassisten – Jay Oliver, Arjen Gorter, Barre Phillips). Außerdem gründete er 1991 das Canvas Trio mit Zingaro und Joëlle Léandre.
1988 bis 1992 organisierte er – nun mit seiner Lebenspartnerin, der Galeristin Bärbel Grässlin, in Frankfurt am Main lebend – die Musik im Portikus. Von 1994 war er der Leiter des F.I.M. Orchester in Frankfurt (u. a. mit F.I.M.-Initiator Alfred Harth). Zudem arbeitete er mit Markus und Albert Oehlen und Martin Kippenberger. Dann wirkte er im Duo mit Burkard Kunkel und im Trio Blank mit Oliver Augst und Christoph Korn, mit denen er auch das pol-Festival organisierte und Hörspiele produzierte. In seinen Kompositionen verarbeitet er Einflüsse der Minimalmusik und verwendet zunehmend Samplings.

## Hörspiele
- Otium, nach dem gleichnamigen Künstlerbuch von Franz West, von Oliver Augst, mit Rüdiger Carl und Heimo Zobernig, ORF 2017. 2018 erschienen als LP bei Koenig Books London. Hrsg. von Astrid Ihle. Text von Benedikt Ledebur. Konzept u. Gestaltung: Heimo Zobernig. Schuber mit einer Schallplatte in Hülle & 2 Booklets (12 S. & 32 S.) – Text in dt. & engl. Sprache
- Kippenberger hören von Oliver Augst und Rüdiger Carl, RBB/DLR 2008 (mit Sven-Åke Johansson)
- OBEN - Beltz Remixed von Oliver Augst und Rüdiger Carl, Badly Organized Label, Mille Plateaux.